# Catena (unità di misura)

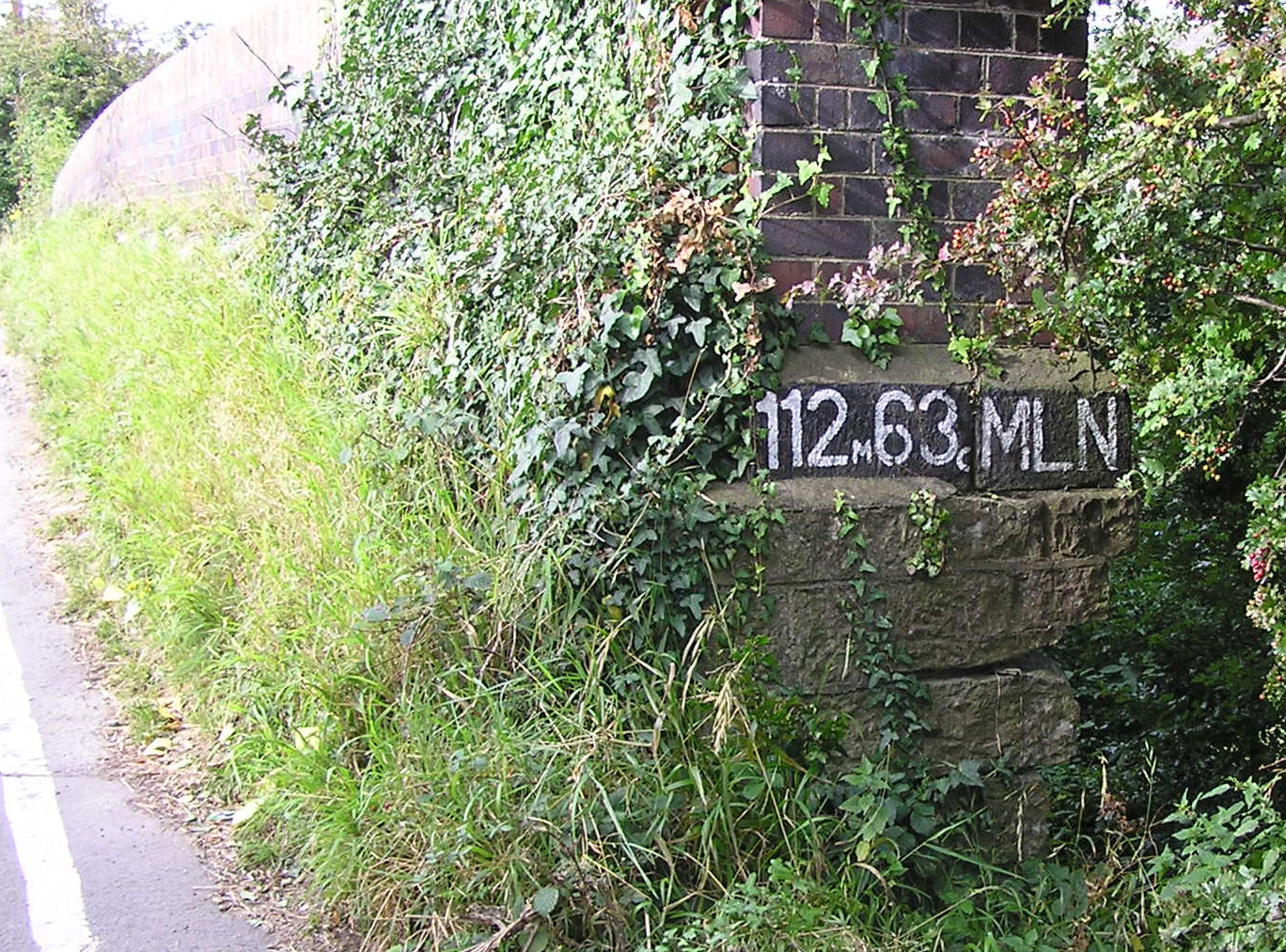
Segnale su un ponte ferroviario britannico, che indica 112 miglia e 63 catene. Foto scattata nel 2007

La catena (in inglese chain, abbr. in ch) è un'unità di misura del sistema consuetudinario statunitense e di quello imperiale britannico. Corrisponde a 100 link o 66 piedi, ossia 20,1168 m. La catena è stata usata per diversi secoli in Gran Bretagna e altri paesi influenzati dalla cultura britannica.

## Storia
Nel 1620, Edmund Gunter sviluppò un metodo di misura dei terreni preciso con apparecchiature a bassa tecnologia, utilizzando quella che divenne nota come la catena di Gunter e dalla pratica di usare la sua catena, la parola passò ad indicare l'unità di misura. La sua catena aveva 100 collegamenti (link), e il link è passato ad indicare la centesima parte della catena.

## Uso odierno
In Regno Unito la catena non è più usata per la misura dei terreni, ma sopravvive nei segnali di progressiva distanziometrica delle ferrovie, questo è dovuto a motivi storici legati a quando furono realizzate le prime linee ferroviarie. Comunque per le nuove linee ferroviarie si è previsto di esprimere l'indicazione distanziometrica in metri e chilometri.
Negli Stati Uniti d'America la catena è ancora usata in agricoltura. Infatti la catena era usata anche nella misurazione dei terreni lungo le linee ferroviarie nel XIX secolo. Negli Stati Uniti una legge federale approvata nel 1785 (la Public Land Survey Ordinance) stabilì che tutte le misurazioni ufficiali del governo fossero eseguite con la catena di Gunter, per cui le distanze sulle mappe dei comuni fatte dal General Land Office degli Stati Uniti furono espresse in catene.
Sempre in USA la catena è normalmente usata nella misura della velocità di diffusione degli incendi boschivi (in catene all'ora), sia dal Sistema Nazionale di classificazione del pericolo d'incendio sia nelle relazioni post-intervento, inoltre la guardia forestale usa il termine catena per misurare le distanze nelle operazioni giornaliere.